# Verónica Montes
Verónica Montes (Peru, 17 de fevereiro de 1990) é uma atriz peruana, radicada em Miami.

## Biografia
Aos 3 anos de idade, Verónica começou a trabalhar realizando comerciais e sendo a cara de várias marcas. Aos 9 começou a estudar baile e atuação; aos 10 se mudou para Miami com sua família.
Em 2015 interpretou La Condesa, na terceira temporada de El señor de los cielos. Esta foi a personagem que lhe rendeu conhecimento.
Em 2017 participou da série La piloto.
Ainda em 2017 interpreta a antagonista principal da novela Papá a toda madre, junto com  Maite Perroni e Sebastián Rulli. Regressa as telenovelas em 2019 numa participação especial em Soltero con hijas personificando a vilã Magdeleine D'Amont, uma refinada professora de francês. Em 2020   protagoniza a telenovela La Maldad de Regina Soler interpretando a filha da protagonista antagônica .

## Carreira

### Televisão
| Año       | Telenovela               | Personaje                  |                       |
| --------- | ------------------------ | -------------------------- | --------------------- |
| 2023-2024 | El maleficio             | Julia Peralta              | Antagonista principal |
| 2021-2022 | Parientes a la fuerza    | Sharpay de Castro          | Antagonista           |
| 2017-2018 | Papá a toda madre        | Chiquinquirá "Kika" Braun  | Antagonista principal |
| 2017      | La piloto                | Lizbeth Álvarez            | Estelar               |
| 2015      | El señor de los cielos 3 | Belén Guerrero de Aguilera | Estelar               |
| 2014      | Amor sin reserva         | Rocío                      |                       |
| 2014      | Quiero amarte            | Silvia                     |                       |
| 2013-2014 | Por siempre mi amor      | Lucero                     |                       |
| 2013      | Qué bonito amor          | Susan Davis                |                       |
| 2011-2012 | Natalia del mar          | Mariela                    |                       |
| 2010      | Eva Luna                 | Maritza Ruiz               |                       |
| 2010      | Perro amor               | Lena                       |                       |
| 2008      | Amor comprado            | Gertrudis                  |                       |